# Normanton (Queensland)
Normanton ist eine Kleinstadt im Nordwesten des Staates Queensland in Australien. Sie liegt etwa 30 Kilometer von der Küste des Golf von Carpentaria entfernt, am Ufer des Norman River. Die Stadt hat etwa 1.300 Einwohner, wovon 58 % Aborigines sind.
Normanton liegt etwa 770 Kilometer westlich von Cairns und etwa 370 Kilometer nördlich von Cloncurry. Wichtige Verbindungsstraßen sind die Gulf Developmental Road nach Osten, welche Teil des National Highway 1 ist sowie die Burke Developmental Road nach Süden. Letztere ist auch als Teil des Matilda Highway bekannt.
Normanton ist Endstation des „Gulflander“, einer vom übrigen Streckennetz isolierten Bahnverbindung zwischen Croydon und Normanton. Diese Bahnverbindung wurde in der Zeit der Goldfunde in den 1890er Jahren gebaut. Heute verkehrt der Gulflander nur noch einmal wöchentlich.
Im Juli 1957 wurde Krys, das größte jemals erlegte Krokodil am Norman River erschossen. Es war 8,63 Meter lang. Eine lebensgroße Nachbildung des Krokodils steht heute zur Erinnerung an dieses Ereignis im Henry Park direkt neben dem Gebäude des Carpentaria Shire Council, dessen Hauptort Normanton ist.